# Галстерен
Галстерен (нід. Halsteren) — село в нідерландській провінції Північний Брабант. Входить до муніципалітету Берген-оп-Зом.
Його площа становить 16,43 км², а населення станом на 2021 рік складало 12 325 осіб.
Перша згадка про населений пункт датується 1272 роком.
До 1997 року мало статус окремого муніципалітету.

## Галерея

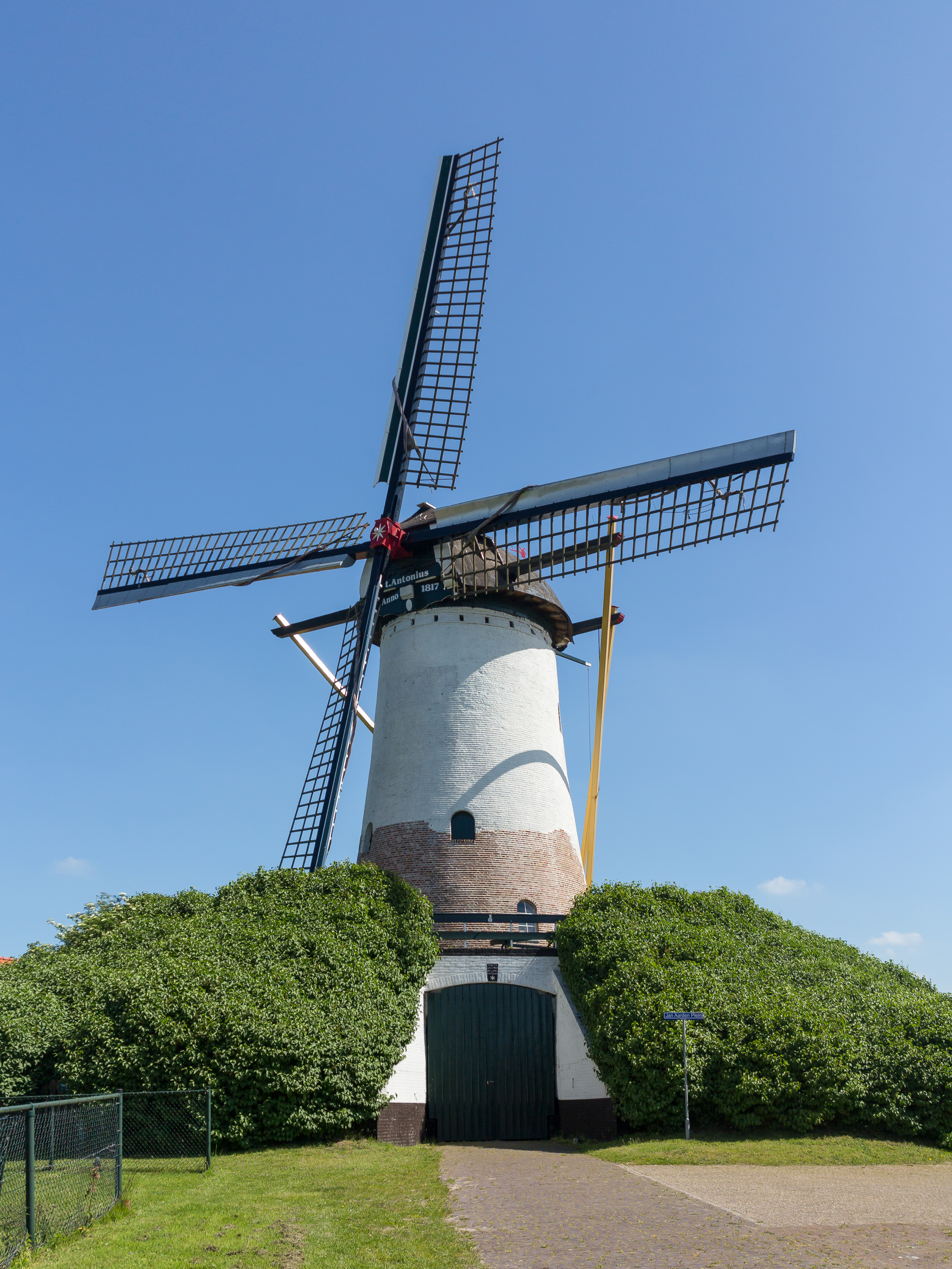
Вітряк Sint Antoniusmolen
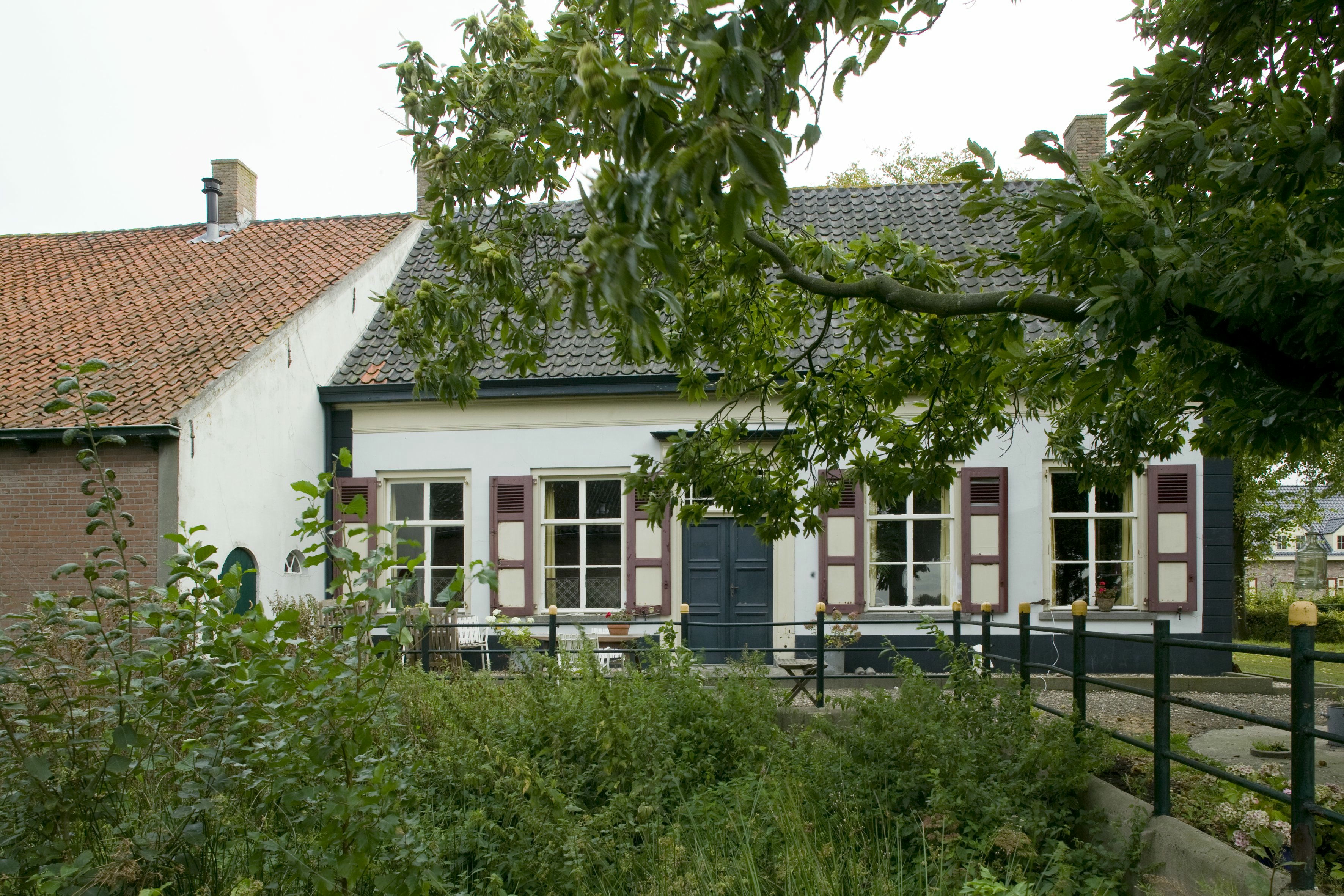
Ферма у Галстерені
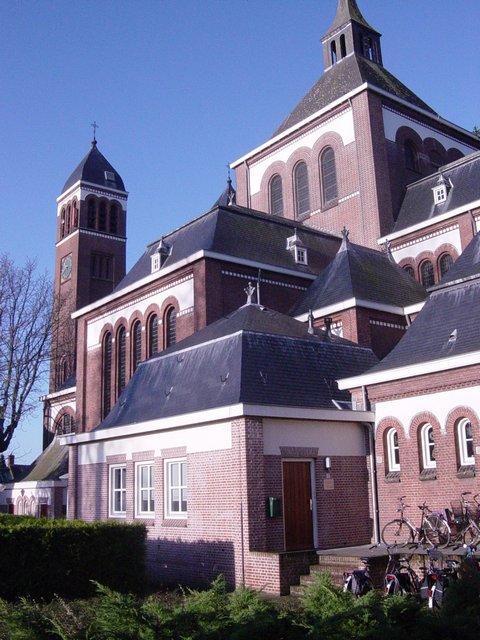
Церква у селі
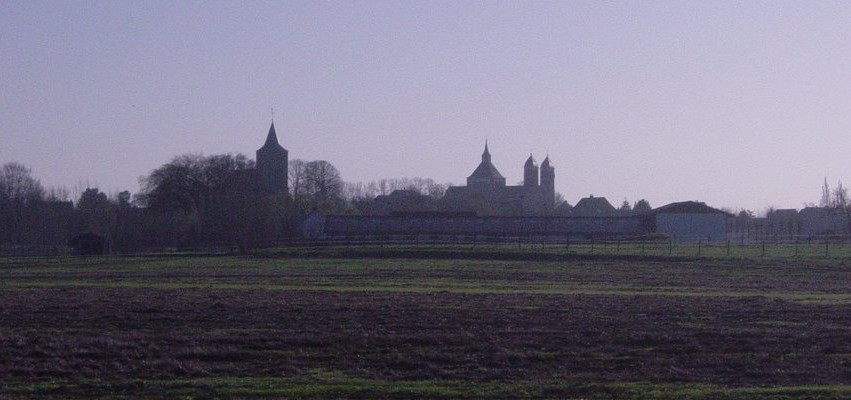
Вид на село